# Odontophorus erythrops
El corcovado frentirrojo (Odontophorus erythrops), también conocida como codorniz orejinegra, codorniz pechicastaña, corcovado frenticolorado (Ecuador), perdiz collareja o perdiz-urú rojiza, es una especie de ave galliforme de la familia Odontophoridae.
Es nativa de Colombia y Ecuador. Habita en bosques tropicales de tierras bajas.

## Subespecies
Se reconocen dos subespecies:
- Odontophorus erythrops erythrops Gould, 1859
- Odontophorus erythrops parambae Rothschild, 1897